# Pauline Ahlberg
Henriette Elisabeth Pauline Christine Ahlberg, född 4 december 1851 i Klara församling i Stockholm, död 15 april 1896 på Holmehus sinnessjukanstalt i Malmö, (kyrkobokförd i Adolf Fredriks församling i Stockholm), var en svensk författare. Hon  var 1883–1887 gift med Julius Kronberg.
Ahlberg, som var dotter till förste stadsläkaren Johan Daniel Ahlberg (1793–1856) och Louise Henriette Moll (1807–1867), var verksam som litteraturhistorisk författare.
Under 1870-talet vistades Ahlberg i Paris för att gå på museer och föreläsningar. Hon var inackorderad på Madame Jaquinots respekterade pension för resande damer. Där umgicks hon med konstnären Albert Edelfelt och introducerade honom i filosofiska och vetenskapliga frågor. Ahlberg bjöd även Edelfelt på Romeo och Julia, vilket tyder på att hon hyste mer än bara vänskapliga känslor för honom. Hon hade gärna stannat längre i Paris men blev hemkallad av sin far.